# Juan Crisóstomo Falcón

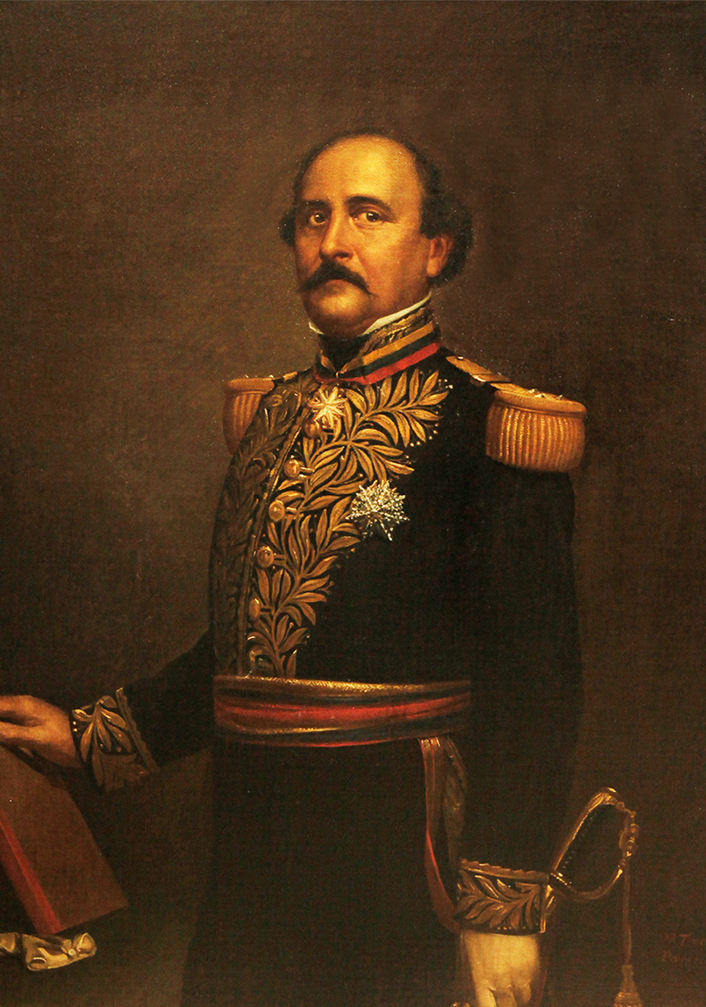
Juan Crisóstomo Falcón

Juan Crisóstomo Falcón (27 de janeiro de 1820 – 29 de abril de 1870) foi um político venezuelano e presidente da Venezuela.